# Monte Talvena
Il monte Talvéna è la seconda cima, per altezza, del Gruppo della Schiara, gruppo montuoso delle Dolomiti Bellunesi, con i suoi 2542 metri. È notevole per le sue particolarità geologiche, geomorfologiche e floristiche.

## Descrizione
È condiviso dai comuni di La Valle Agordina, Longarone e Sedico e la sua cima ha coordinate 46° 15' 39" Nord, 12° 08' 30" Est.
Le cime principali sono:
- il Talvéna
  - la cima principale (2542 m);
  - la Cima de la Giàza (2415 m);
  - le Pale Bèle (2380 m);
  - lo Zèst del Vescovà (2379 m);
  - le Cime de le Rosse:
    - Est (2094 m);
    - Ovest (1983 m);

  - la Cima dei Péz (2075 m);
- le Cime di Città (o di Zità):
  - Nord (2465 m);
  - di Mezzo (2451 m);
  - Sud (2450 m);
  - la Cima di Baranzón (2256 m);
- le Cime di Bachet:
  - Nord (2234 m);
  - di Mezzo (2342 m);
  - Sud (2241 m);
- la Cima delle Balanzòle (2093 m).

Le forcelle del gruppo sono:
- la Forcella Moschesin (1937 m), che ne è l'inizio;
- la Portèla dei Pezedèi (2097 m), tra le Balanzòle e le Cime di Città;
- la Forcella dei Erbàndoi (2325 m), tra le Cime di Città e la cima del Talvéna;
- Forcella Granda (2360 m) e Forcella dei Scalét (2305 m), tra le Cime di Città e quelle di Bachet;
- Forcella la Varéta (1704 m), che chiude il Talvéna verso la Schiara.

Molti vallini si dipartono dal Talvena:
- la Val dei Erbàndoi, che scende verso ovest dalla forcella omonima;
- la Val del Pezedèl, che parte dalla Portèla dei Pezedèi;
- il Van de le Rosse, che scende dalle omonime Cime.

Il Talvena è poi delimitato da varie valli:
- la Val Clusa, che lo delimita a ovest, formata dal torrente Val Clusa che nasce dalle Cime di Città;
- la Val Vescovà, a sud;
- la Val dei Ross e la Val di Pramperét a est;
- la Val Balanzòle.

I monti limitrofi del Talvena sono:
- la Catena di San Sebastiano e il Prampèr a nord;
- il Monte Schiara a sud;
- il monte Celo (o Zelo) a ovest.

## Clima
Grazie alla sua notevole altezza le nevicate sono frequenti e abbondanti mentre in estate non mancano i temporali termoconvettivi.